# Statistiche della Serie A di hockey in-line

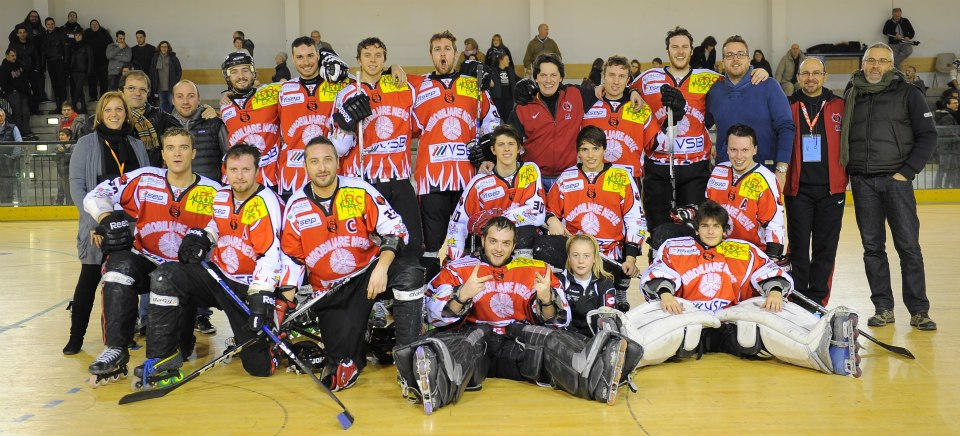
Squadra dei Diavoli Vicenza campione in carica del massimo campionato italiano di hockey in-line

Questa pagina raccoglie le principali statistiche della Serie A di hockey in-line.
Questa lista è suscettibile di variazioni e potrebbe essere incompleta o non aggiornata.

## Albo d'oro
Per ogni stagione sportiva sono riportate le seguenti informazioni:
- Vincitore: club campione d'Italia;
- Finalista: club secondo classificato in campionato o finalista perdente dei play-off scudetto, dove previsti;
- Nº squadre: numero di club partecipanti al torneo di primo livello;
- Coppa Italia: club vincitore della Coppa Italia;
- Supercoppa: club vincitore della Supercoppa italiana.

Il campionato di primo livello ha assunto nel tempo le seguenti denominazioni:
- dal 1996 al 1997: Campionato italiano;
- dal 1998-1999 al 2015-2016: Serie A1;
- dal 2016-2017: Serie A.

I play-off scudetto furono introdotti nella stagione 1998-1999.
| Edizione                           | Classifica                      | Classifica                | Classifica | Coppa Italia         | Supercoppa         |
| Edizione                           | Vincitore                       | 2ª class.                 | Nº squadre | Coppa Italia         | Supercoppa         |
| ---------------------------------- | ------------------------------- | ------------------------- | ---------- | -------------------- | ------------------ |
| Campionato italiano hockey in line |                                 |                           |            |                      |                    |
| 1996 (1ª)                          | Tenniski Vecchia Viareggio (1º) | Centrosport SPV Viareggio | 50         |                      |                    |
| 1997 (2ª)                          | Auer Ora Bolzano (1º)           | Cortina                   | 8          |                      |                    |
| Serie A1                           |                                 |                           |            |                      |                    |
| 1998-1999 (3ª)                     | Milano 24 (1º)                  | All Stars Milano          | 10         | Milano 24 (1º)       |                    |
| 1999-2000 (4ª)                     | Avalanche Bolzano (1º)          | All Stars Milano          | 7          |                      |                    |
| 2000-2001 (5ª)                     | Dragons Gallarate (1º)          | Asiago Vipers             | 8          | Polet Trieste (1º)   |                    |
| 2001-2002 (6ª)                     | Dragons Gallarate (2º)          | All Stars Milano          | 11         | Polet Trieste (2º)   |                    |
| 2002-2003 (7ª)                     | Ghosts Padova (1º)              | Wild Boys Noto            | 11         | Asiago Vipers (1º)   |                    |
| 2003-2004 (8ª)                     | Asiago Vipers (1º)              | Islanders Spinea          | 14         | Lions Arezzo (1º)    | Asiago Vipers (1º) |
| 2004-2005 (9ª)                     | Asiago Vipers (2º)              | Wild Boys Noto            | 14         | Milano 17 RAMS (1º)  | Asiago Vipers (2º) |
| 2005-2006 (10ª)                    | Asiago Vipers (3º)              | Ghosts Padova             | 16         | Ghosts Padova (1º)   | Asiago Vipers (3º) |
| 2006-2007 (11ª)                    | Asiago Vipers (4º)              | Edera Trieste             | 13         | Asiago Vipers (2º)   | Asiago Vipers (4º) |
| 2007-2008 (12ª)                    | Asiago Vipers (5º)              | Edera Trieste             | 12         | Asiago Vipers (3º)   | Asiago Vipers (5º) |
| 2008-2009 (13ª)                    | Asiago Vipers (6º)              | Diavoli Vicenza           | 12         | Asiago Vipers (4º)   | Edera Trieste (1º) |
| 2009-2010 (14ª)                    | Asiago Vipers (7º)              | Edera Trieste             | 11         | Asiago Vipers (5º)   | Asiago Vipers (6º) |
| 2010-2011 (15ª)                    | Edera Trieste (1º)              | Ghosts Padova             | 11         | Pirati (1º)          | Asiago Vipers (7º) |
| 2011-2012 (16ª)                    | Milano Quanta (2º)              | Edera Trieste             | 11         | Edera Trieste (1º)   | Edera Trieste (2º) |
| 2012-2013 (17ª)                    | Milano Quanta (3º)              | Diavoli Vicenza           | 9          | Milano Quanta (2º)   | Milano Quanta (1º) |
| 2013-2014 (18ª)                    | Milano Quanta (4º)              | Monleale                  | 10         | Milano Quanta (3º)   | Milano Quanta (2º) |
| 2014-2015 (19ª)                    | Milano Quanta (5º)              | CUS Verona                | 10         | Milano Quanta (4º)   | Milano Quanta (3º) |
| 2015-2016 (20ª)                    | Milano Quanta (6º)              | Cittadella                | 10         | Milano Quanta (5º)   | Cittadella (1º)    |
| Serie A                            |                                 |                           |            |                      |                    |
| 2016-2017 (21ª)                    | Milano Quanta (7º)              | Cittadella                | 11         | Milano Quanta (6º)   | Milano Quanta (4º) |
| 2017-2018 (22ª)                    | Milano Quanta (8º)              | Diavoli Vicenza           | 10         | Milano Quanta (7º)   | Milano Quanta (5º) |
| 2018-2019 (23ª)                    | Milano Quanta (9º)              | Diavoli Vicenza           | 10         | Diavoli Vicenza (1º) | Milano Quanta (6º) |
| 2019-2020 (24ª)                    | Titolo non assegnato            | Titolo non assegnato      | 10         | Titolo non assegnato | Milano Quanta (7º) |
| 2020-2021 (25ª)                    | Diavoli Vicenza (1º)            | Milano Quanta             | 10         | Diavoli Vicenza (2º) |                    |
| 2021-2022 (26ª)                    | Milano Quanta (10º)             | Diavoli Vicenza           | 10         | Milano Quanta (8º)   | Milano Quanta (8º) |
| 2022-2023 (27ª)                    | Diavoli Vicenza (2º)            | Milano                    | 10         | Milano (9º)          | Milano (9º)        |
| 2023-2024 (28ª)                    | Milano (11º)                    | Asiago Vipers             | 8          | Asiago Vipers (6º)   | Milano (10º)       |
| 2024-2025 (29ª)                    | Vicenza (1º)                    | Milano                    | 10         | Vicenza (1º)         | Asiago Vipers (8º) |

### Titoli e secondi posti per squadra
| Squadra                    | Titoli | 2º posti | Anni titoli                                                     | Anni 2º posti                |
| -------------------------- | ------ | -------- | --------------------------------------------------------------- | ---------------------------- |
| Milano                     | 11     | 4        | 1999, 2012, 2013, 2014, 2015, 2016, 2017, 2018, 2019, 2022 2024 | 1996, 2021, 2023, 2025       |
| Asiago Vipers              | 7      | 2        | 2004, 2005, 2006, 2007, 2008, 2009, 2010                        | 2001, 2024                   |
| Diavoli Vicenza            | 2      | 5        | 2021, 2023                                                      | 2009, 2013, 2018, 2019, 2022 |
| Dragons Gallarate          | 2      | 0        | 2001, 2002                                                      |                              |
| Tenniski Vecchia Viareggio | 1      | 0        | 1996                                                            |                              |
| Edera Trieste              | 1      | 4        | 2011                                                            | 2007, 2008, 2010, 2012       |
| Ghosts Padova              | 1      | 2        | 2003                                                            | 2006, 2011                   |
| Auer Ora Bolzano           | 1      | 0        | 1997                                                            |                              |
| Avalanche Bolzano          | 1      | 0        | 2000                                                            |                              |
| Vicenza                    | 1      | 0        | 2025                                                            |                              |
| All Stars Milano           | 0      | 3        |                                                                 | 1999, 2000, 2002             |
| Wild Boys Noto             | 0      | 2        |                                                                 | 2003, 2005                   |
| Cittadella                 | 0      | 2        |                                                                 | 2016, 2017                   |
| SPV Viareggio              | 0      | 1        |                                                                 | 1996                         |
| Cortina                    | 0      | 1        |                                                                 | 1997                         |
| Islanders Spinea           | 0      | 1        |                                                                 | 2004                         |
| Monleale                   | 0      | 1        |                                                                 | 2014                         |
| CUS Verona                 | 0      | 1        |                                                                 | 2015                         |

## Statistiche per città
- Viareggio, Milano 2 squadre in finale

## Statistiche di squadra

### Titolo più recente
- Vicenza: 2025
- Milano: 2024
- Diavoli Vicenza: 2023
- Edera Trieste: 2011
- Asiago Vipers: 2010
- Ghosts Padova: 2003
- Dragons Gallarate: 2002
- Avalanche Bolzano: 2000
- Auer Ora Bolzano: 1997
- Tenniski Vecchia Viareggio: 1996

### Titoli consecutivi
8 titoli consecutivi
- Milano: 2012, 2013, 2014, 2015, 2016, 2017, 2018, 2019

7 titoli consecutivi
- Asiago Vipers: 2004, 2005, 2006, 2007, 2008, 2009, 2010

2 titoli consecutivi
- Dragons Gallarate: 2001, 2002

### Double nazionale (Campionato + Coppa Italia)
| Club            | Numero | Anni                                           |
| --------------- | ------ | ---------------------------------------------- |
| Milano          | 8      | 1999, 2013, 2014, 2015, 2016, 2017, 2018, 2022 |
| Asiago Vipers   | 4      | 2007, 2008, 2009, 2010                         |
| Diavoli Vicenza | 1      | 2021                                           |
| Vicenza         | 1      | 2025                                           |

### Treble nazionale (Campionato + Coppa Italia + Supercoppa)
| Club          | Numero | Anni                               |
| ------------- | ------ | ---------------------------------- |
| Milano        | 6      | 2013, 2014, 2015, 2017, 2018, 2022 |
| Asiago Vipers | 3      | 2007, 2008, 2010                   |

### Serie delle finali scudetto
I punteggi riportati nella seguente tabella comprendono anche le reti segnate ai tempi supplementari nonché ai tiri di rigore eseguiti per dirimere eventuali situazioni di parità.
| Stagione  | Incontro                             | Serie | Gara-1 | Gara-2 | Gara-3      | Gara-4      | Gara-5      |
| --------- | ------------------------------------ | ----- | ------ | ------ | ----------- | ----------- | ----------- |
| 1998-1999 | Milano 24 – All Stars Milano         | 1 – 0 | 6 – 2  |        |             |             |             |
| 1999-2000 | Avalanche Bolzano – All Stars Milano | 1 – 0 | 5 – 4  |        |             |             |             |
| 2000-2001 | Dragons Gallarate – Asiago Vipers    | 1 – 0 | 5 – 2  |        |             |             |             |
| 2001-2002 | Dragons Gallarate – All Stars Milano | 2 – 1 | 6 – 3  | 3 – 5  | 5 – 1       |             |             |
| 2002-2003 | Ghosts Padova – Wild Boys Noto       | 2 – 0 | 4 – 3  | 4 – 3  |             |             |             |
| 2003-2004 | Asiago Vipers – Islanders Spinea     | 3 – 1 | 2 – 5  | 8 – 1  | 6 – 3       | 4 – 2       |             |
| 2004-2005 | Asiago Vipers – Wild Boys Noto       | 3 – 1 | ? – ?  | ? – ?  | 9 – 6       | 5 – 2       |             |
| 2005-2006 | Asiago Vipers – Ghosts Padova        | 3 – 1 | 3 – 2  | 1 – 4  | 5 – 2       | 5 – 4       |             |
| 2006-2007 | Asiago Vipers – Edera Trieste        | 3 – 0 | 5 – 1  | 9 – 6  | 6 – 5       |             |             |
| 2007-2008 | Asiago Vipers – Edera Trieste        | 3 – 0 | 4 – 3  | 5 – 4  | 6 – 5       |             |             |
| 2008-2009 | Asiago Vipers – Diavoli Vicenza      | 3 – 1 | 2 – 3  | 11 – 4 | 4 – 2       | 5 – 4 (dtr) |             |
| 2009-2010 | Asiago Vipers – Edera Trieste        | 3 – 0 | 10 – 2 | 7 – 3  | 4 – 2       |             |             |
| 2010-2011 | Edera Trieste – Ghosts Padova        | 3 – 2 | 3 – 4  | 4 – 2  | 6 – 8       | 7 – 3       | 6 – 4       |
| 2011-2012 | Milano Quanta – Edera Trieste        | 3 – 1 | 5 – 4  | 4 – 6  | 10 – 3      | 7 – 4       |             |
| 2012-2013 | Milano Quanta – Diavoli Vicenza      | 3 – 1 | 6 – 3  | 4 – 10 | 7 – 1       | 2 – 1       |             |
| 2013-2014 | Milano Quanta – Monleale             | 3 – 0 | 5 – 2  | 5 – 2  | 4 – 2       |             |             |
| 2014-2015 | Milano Quanta – CUS Verona           | 3 – 1 | 3 – 2  | 2 – 3  | 4 – 2       | 7 – 4       |             |
| 2015-2016 | Milano Quanta – Cittadella           | 3 – 0 | 5 – 1  | 3 – 2  | 5 – 2       |             |             |
| 2016-2017 | Milano Quanta – Cittadella           | 3 – 1 | 5 – 8  | 6 – 0  | 5 – 4       | 5 – 4       |             |
| 2017-2018 | Milano Quanta – Diavoli Vicenza      | 3 – 2 | 9 – 1  | 3 – 6  | 6 – 2       | 5 – 3       | 6 – 5       |
| 2018-2019 | Milano Quanta – Diavoli Vicenza      | 3 – 0 | 6 – 2  | 13 – 4 | 3 – 0       |             |             |
| 2020-2021 | Diavoli Vicenza – Milano Quanta      | 3 – 2 | 2 – 4  | 3 – 4  | 8 – 3       | 7 – 2       | 3 – 2       |
| 2021-2022 | Milano Quanta – Diavoli Vicenza      | 3 – 0 | 3 – 2  | 5 – 0  | 3 – 2       |             |             |
| 2022-2023 | Diavoli Vicenza – Milano             | 3 – 1 | 6 – 1  | 3 – 5  | 2 – 1       | 3 – 2       |             |
| 2023-2024 | Milano – Asiago Vipers               | 3 – 2 | 4 – 2  | 6 – 4  | 3 – 2 (dts) | 3 – 4 (dts) | 2 – 1 (dts) |
| 2024-2025 | Vicenza – Milano                     | 3 – 0 | 7 – 3  | 3 – 2  | 4 – 2       |             |             |